# Sant Boi de Llobregat
Pour les articles homonymes, voir Boi.
Sant Boi de Llobregat (prononcé en catalan : [ˌsamˈbɔj ðə ʎu.βɾəˈɣat]) est une commune de la comarque de Baix Llobregat, dans la province de Barcelone, en Catalogne.

## Géographie
Commune située dans l'aire métropolitaine de Barcelone, elle est traversée par le Llobregat. La montagne Sant Ramón domine la ville qui conserve une activité agricole céréalière. Les communes voisines sont: Viladecans, El Prat de Llobregat, Cornellà de Llobregat, Santa Coloma de Cervelló, Gavá, Castelldefels, Esplugues de Llobregat et l'Hospitalet de Llobregat.

### Quartiers
- Marianao
- Casablanca
- Camps Blancs
- Vinyets-Molí Vell
- Cité Coopérative
- Centre

## Histoire

### Antiquité
Les restes les plus anciens de la cité datent du VIe siècle av. J.-C..

### Sant Boi romain
À l'époque romaine, Sant Boi devient un village important en raison de sa situation stratégique près de la côte. La plage de la période médiévale a aujourd'hui disparu. En effet le delta du Llobregat a repoussé la ligne côtière plus en aval.
Les Thermes romains de Sant Boi sont le meilleur témoignage du patrimoine historique de la cité.

### Sant Boi aujourd'hui
Sant Boi est la cité la plus grande de sa comarque, en pleine croissance démographique.
Elle dispose d'un hôpital et la qualité de vie est bonne[réf. nécessaire].
Sant Boi compte depuis le 20 mai 2005 une nouvelle bibliothèque. C'est une de les plus grandes et importantes de la Catalogne.
Il y a quelques projets comme l'arrivée du métro, la construction du centre sportif Pau Gasol, la récupération du fleuve et les nouvelles habitations dans le centre de la cité, qui appartiennent pour le moment à l'armée de terre espagnole.

## Politique et administration
La ville de Sant Boi de Llobregat comptait 82 904 habitants aux élections municipales du 26 mai 2019. Son conseil municipal (en espagnol : Pleno del Ayuntamiento) se compose donc de 25 élus.
Depuis les premières élections municipales démocratiques de 1979, la ville a toujours été dirigée par un maire issu du Parti des socialistes de Catalogne (PSC).

### Maires
| Mandat    | Maire | Maire                                                   | Parti | Majorité |
| --------- | ----- | ------------------------------------------------------- | ----- | -------- |
| 1979-1983 |       | Francesc Xavier Vila (ca)                               | PSC   | 10 / 25  |
| 1983-1987 |       | Francesc Xavier Vila (ca)                               | PSC   | 18 / 25  |
| 1987-1991 |       | Francesc Xavier Vila (ca)                               | PSC   | 17 / 25  |
| 1991-1995 |       | Francesc Xavier Vila (ca)                               | PSC   | 15 / 25  |
| 1995-1999 |       | Francesc Xavier Vila (ca) Montserrat Gibert (ca) (1997) | PSC   | 10 / 25  |
| 1999-2003 |       | Montserrat Gibert (ca)                                  | PSC   | 15 / 25  |
| 2003-2007 |       | Montserrat Gibert (ca)                                  | PSC   | 12 / 25  |
| 2007-2011 |       | Jaume Bosch (ca)                                        | PSC   | 13 / 25  |
| 2011-2015 |       | Jaume Bosch (ca) Lluïsa Moret (ca) (2014)               | PSC   | 10 / 25  |
| 2015-2019 |       | Lluïsa Moret (ca)                                       | PSC   | 10 / 25  |
| 2019-2023 |       | Lluïsa Moret (ca)                                       | PSC   | 13 / 25  |
| 2023-2027 |       | Lluïsa Moret (ca)                                       | PSC   | 16 / 25  |

## Démographie
| 1900  | 1910  | 1920  | 1930  | 1940   | 1950   | 1960   | 1970   | 1981   |
| ----- | ----- | ----- | ----- | ------ | ------ | ------ | ------ | ------ |
| 5 311 | 5 377 | 6 553 | 8 867 | 10 310 | 10 811 | 19 968 | 50 051 | 74 550 |

| 1986   | 1991   | 1996   | 2001   | 2006   | 2011   | 2016   | 2021   | - |
| ------ | ------ | ------ | ------ | ------ | ------ | ------ | ------ | - |
| 75 789 | 77 932 | 78 005 | 79 463 | 81 368 | 82 860 | 82 402 | 83 755 | - |

## Transports
Sant Boi de Llobregat est connectée au réseau du métro de Barcelone, par la ligne 8 (anciennement S3) depuis 1996.

## Lieux et monuments

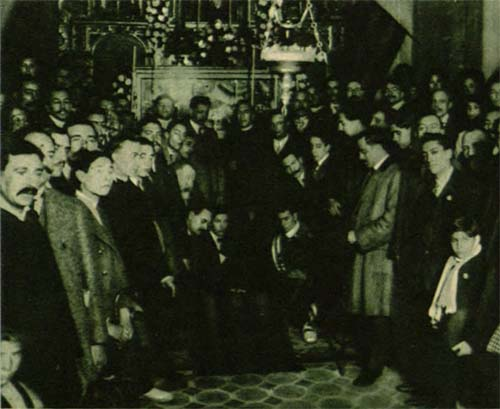
Hommage à Rafael Casanova en Sant Boi, le 1913.

À l'église de Sant Baldiri, à Sant Boi, se trouve le tombeaux de Rafael Casanova, où tous les ans il y a des célebrationes de la fête nationale de la Catalogne.

## Personnalités
Pau Gasol, ailier fort des Bulls de Chicago est natif de cette ville.
Marc Gasol, pivot des Grizzlies de Memphis est natif de cette ville.

## Jumelage
ZONE 4